# Saab 37 Viggen
SAAB 37 Viggen („Blesk“) byl švédský jednomístný jednomotorový víceúčelový bojový letoun schopný operovat z nouzových ploch. Vyvinut byl společností Saab, určený k provádění bitevních, stíhacích a průzkumných úkolů. Mezi požadavky na letoun byla schopnost operovat z nouzových letištních ploch (například rovné úseky dálnic); ke zkrácení dojezdu při přistání Viggen využíval reverzaci tahu motoru. Viggen byl vybaven sklápěcí svislou ocasní plochou pro snížení výšky při ukrytí v síti švédských podzemních hangárů. Ve své době patřil mezi nejpokročilejší evropské bojové letouny.

## Vývoj

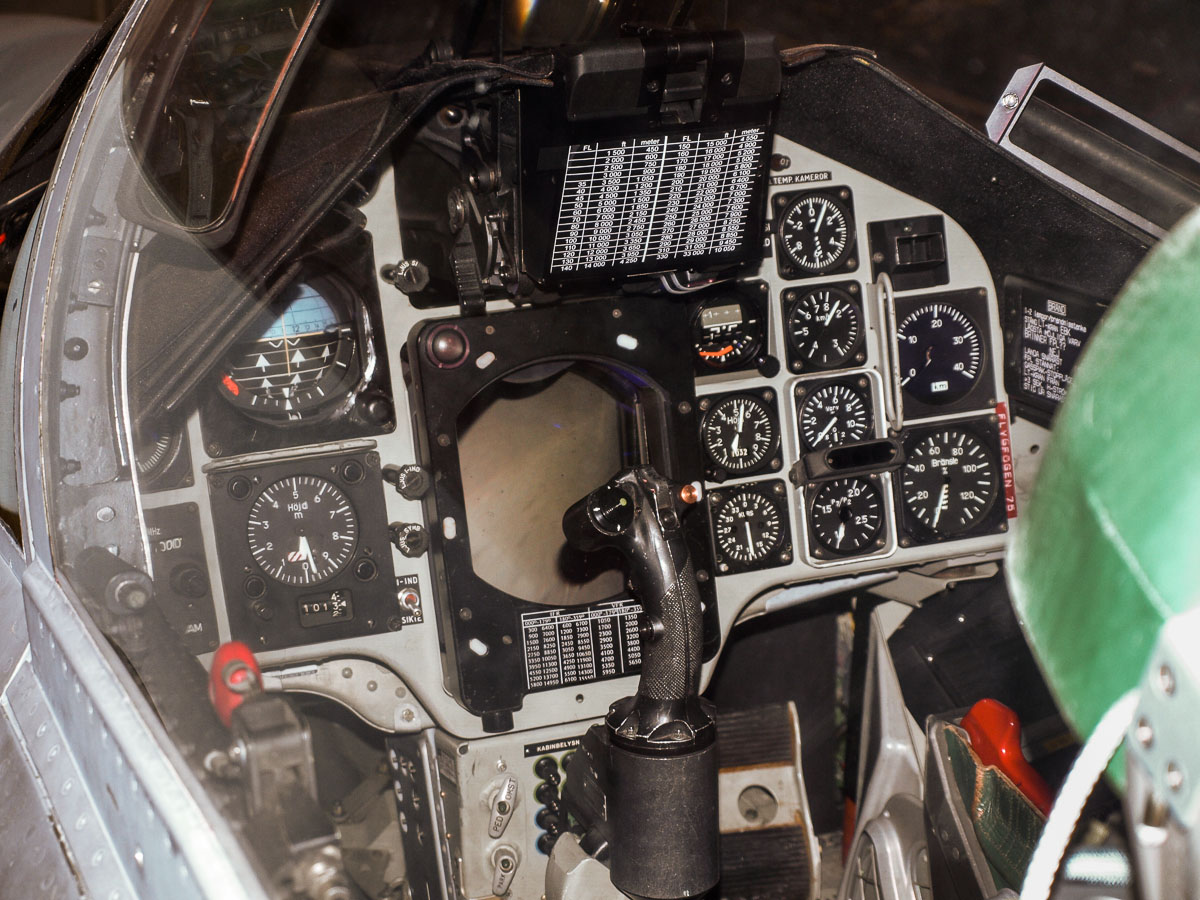
Kokpit letounu AJSF 37 Viggen

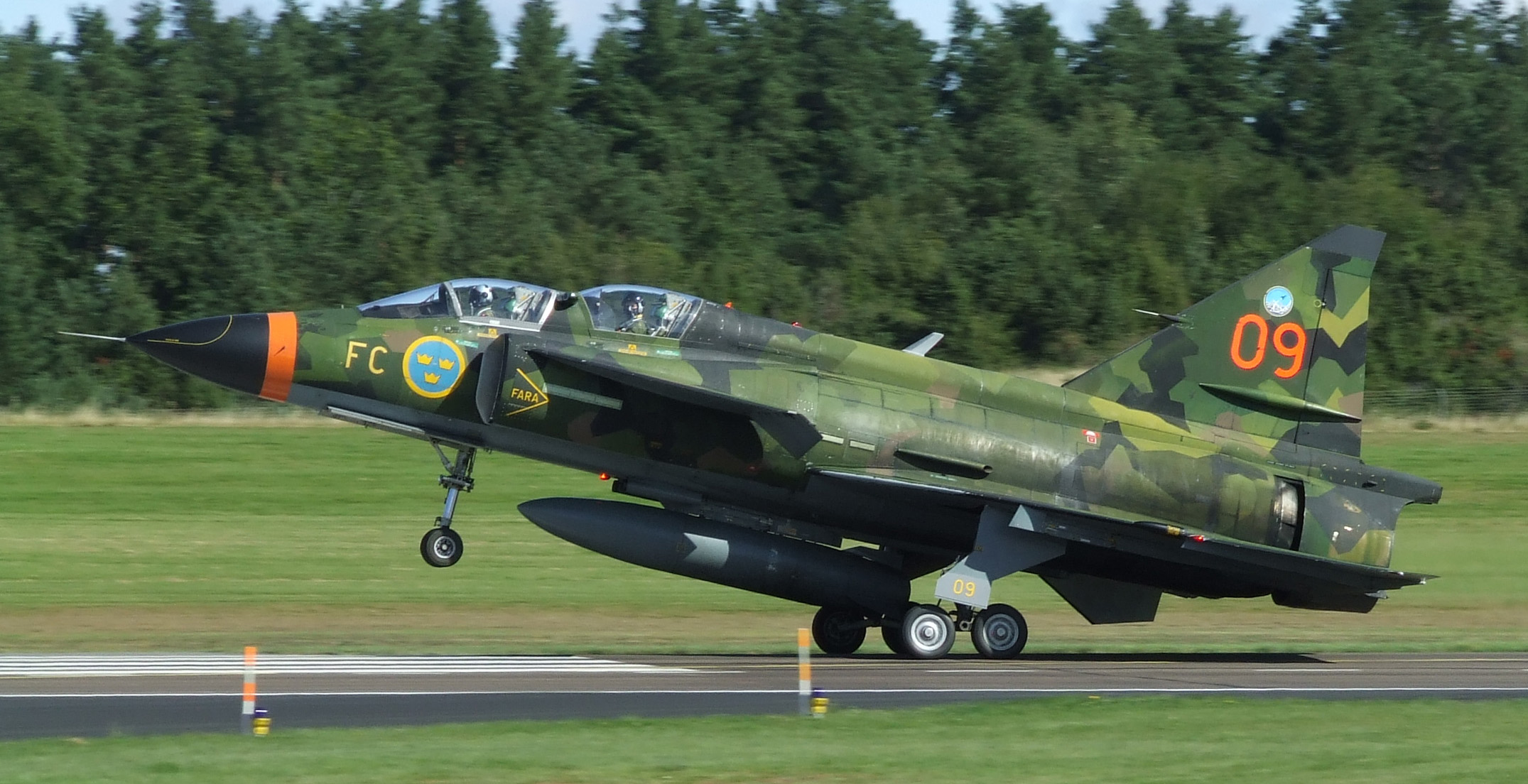
Verze Sk 37E Stör-Viggen

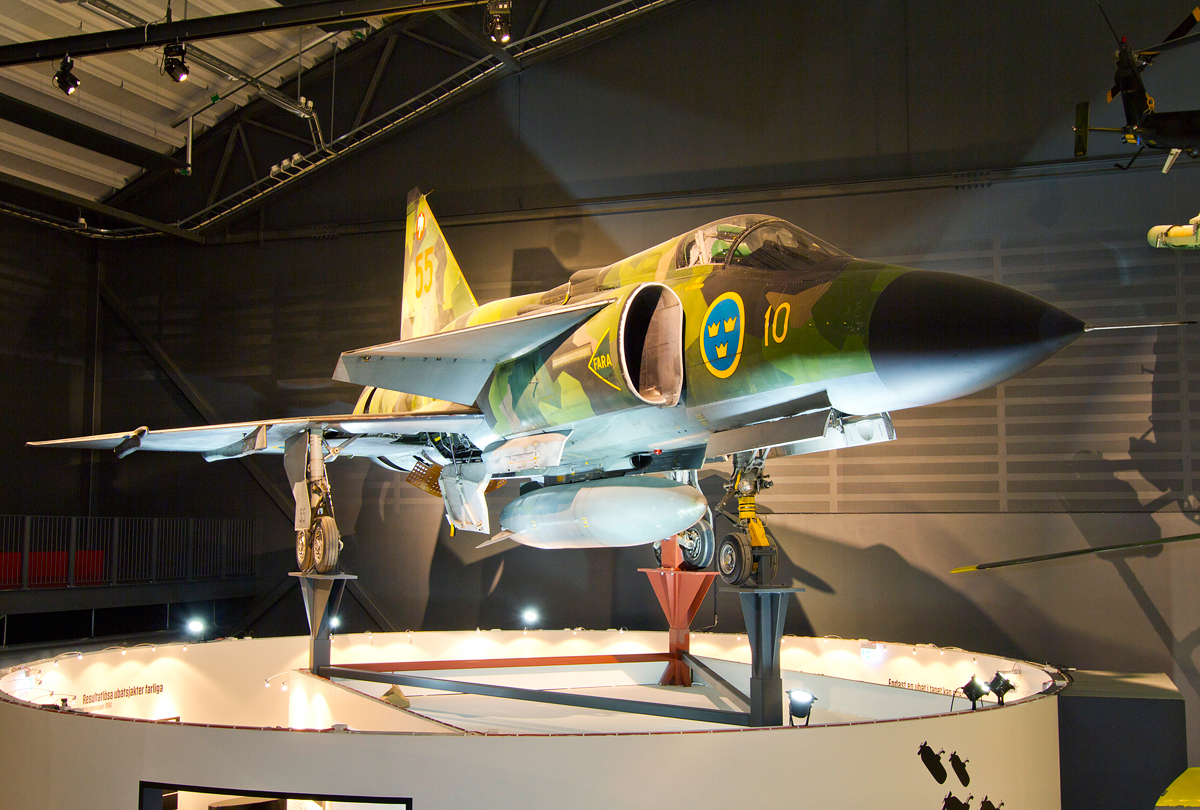
AJ 37 Viggen vystavený v muzeu v Linköpingu

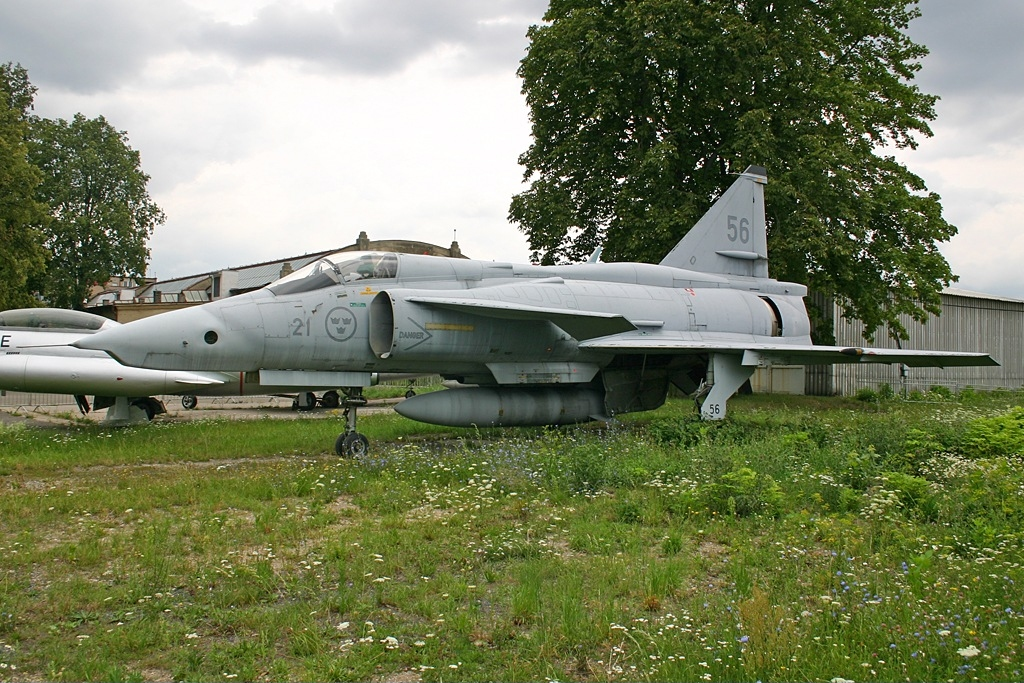
Saab AJSF 37 Viggen (37957) jednotky 1. Division 21. Flygflottilj, Letecké muzeum Kbely

V roce 1961 vypsal švédský letecký úřad specifikace na letoun nazvaný „standardizovaná létající platforma“. Nový stroj měl po nevelkých úpravách ve výrobě splňovat s jediným drakem a motorem požadavky na bitevní lety v přízemních výškách, přepadové stíhání, průzkum a ve dvoumístné verzi cvičné lety.
Úkol byl svěřen společnosti Svenska Aeroplanaktiebolaget (SAAB) v Linköpingu a jeho šéfkonstruktéru ing. Eriku Brattovi. Základní návrh byl hotov v únoru 1962, když předtím letecký úřad rozhodl o pohonné jednotce. Tou se měl stát licenčně vyráběný motor Pratt & Whitney JT8D-22, který měla po úpravě vyrábět firma Svenska Flygmotor AB (později Volvo Flygmotor a Volvo Aero) pod označením RM8.
Na podzim 1963 SAAB švédským státním orgánům přednesl detailní rozpočet na vývoj Viggenu a v září 1964 byla zahájena výroba sedmi prototypů.
První ze sedmi jednomístných prototypů Saab 37-1 Viggen zalétal pilot Erik Dahlström 8. února 1967. Osmý prototyp byl dvoumístný. Požadovaná schopnost vzletu a přistání na krátkých úsecích dálnic byla vyřešena kombinací trojúhelníkových příďových kachních ploch s ofukovanými vztlakovými klapkami a trojúhelníkovým křídlem. Tato konfigurace společně s motorem o tahu 125,04 kN s přídavným spalováním, účinným obracečem tahu a antiblokačním brzdovým systémem umožnila splnění požadavku.
V dubnu 1967 švédský parlament schválil rozpočet na výrobu 83 Viggenů v bitevní verzi AJ 37 a sedmnácti dvoumístných cvičných Sk 37 (sériová čísla 37801-37817) bez radiolokátoru. Sériová výroba byla zahájena verzí AJ 37 (první vzlet 23. ledna 1971), kterou následovaly cvičné Sk 37, v roce 1973 osmadvacet fotoprůzkumných SF 37 (37950-37977) a 28 námořních hlídkových a průzkumných SH 37.
Fotoprůzkumná modifikace SF 37 byla navržena jako náhrada S-35E Draken. Místo radiolokátoru měla ve speciálně tvarované přídi šest kamer, zatímco SH 37 byla vybavena výkonným radiolokátorem PS-371/A. Prototyp SF 37 vzlétl 21. května 1973.
V letech 1979 až 1990 obdrželo švédské letectvo 149 stíhacích letounů druhé generace JA 37. Od roku 1993 do roku 1997 Saab přestavěl 48 exemplářů AJ 37, 25 kusů SF 37 a 25 letounů SH 37 na variantu AJS 37, schopnou zajišťovat současně bitevní, stíhací a průzkumné úkoly.
Další modernizací se stala varianta JA 37 označená Mod D. Nesla modernizovaný radar Ericsson PS-46/A, nový systém zbraňových závěsníků a počítač pro systém ovládání podvěsů, což umožňovalo použití řízených střel AIM-120 AMRAAM. První z těchto modifikovaných strojů se vrátil do provozu v roce 1998.
Poslední verzí byl Saab Sk 37E Stör-Viggen určený pro elektronický boj a výcvik budoucích pilotů Viggenu, který vznikl přestavbou deseti letounů Sk 37 v období 1998 až 2000. Výbava zahrnovala mj. aktivní rušící kontejnery U95, U22/A a kontejner KB s výmetnicemi protiradiolokačních infračervených klamných cílů.
V listopadu 2005 byly Viggeny operačních jednotek švédského letectva, jeho jediného uživatele, plně nahrazeny novými stroji Saab JAS-39 Gripen.

## Specifikace (Saab JA 37 Viggen Mod D)

### Hlavní technické údaje
- Osádka:  1
- Délka: 16,4 m
- Rozpětí: 10,6 m
- Výška: 5,9 m
- Nosná plocha:46,0 m²
- Hmotnost (prázdný):9 500 kg
- Hmotnost (naložen): 15 000 kg
- Maximální vzletová hmotnost:17 000 kg
- Pohonná jednotka : dvouproudový motor Volvo Flygmotor RM8B o tahu 125,04 kN s přídavným spalováním

### Výkony
- Maximální rychlost: 2126 km/hod ve výšce 10 975 m
- Akční rádius (hi-lo-hi): více než 1000 km
- Dolet: 2 000 km
- Dostup: 18 000 m
- Počáteční stoupavost: 203 m/s

### Výzbroj
- až 6 ks Rb 71 (Sky Flash), nebo Rb 99 (AIM-120 AMRAAM), nebo Rb 74 (AIM-9L), či RB 24 J (AIM-9J)
- podtrupový kanon Oerlikon KCA ráže 30 mm
- Maximální hmotnost výzbroje 5 897 kg